# Catochrysops strabo
Catochrysops strabo är en fjärilsart som beskrevs av Fabricius 1793. Catochrysops strabo ingår i släktet Catochrysops och familjen juvelvingar. Inga underarter finns listade i Catalogue of Life.

## Bildgalleri

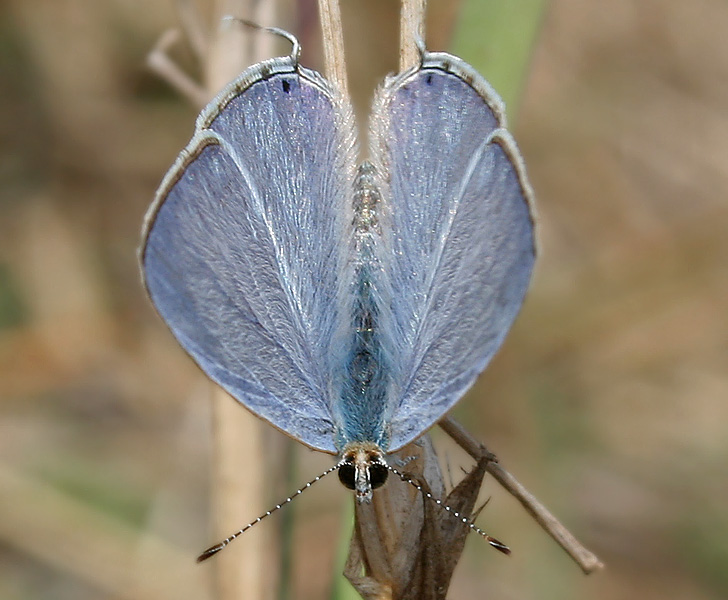
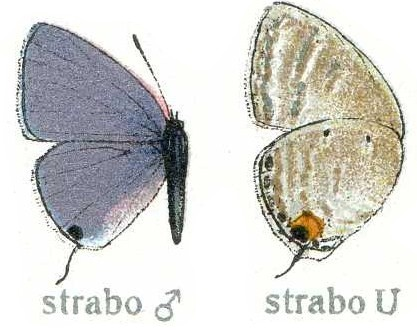
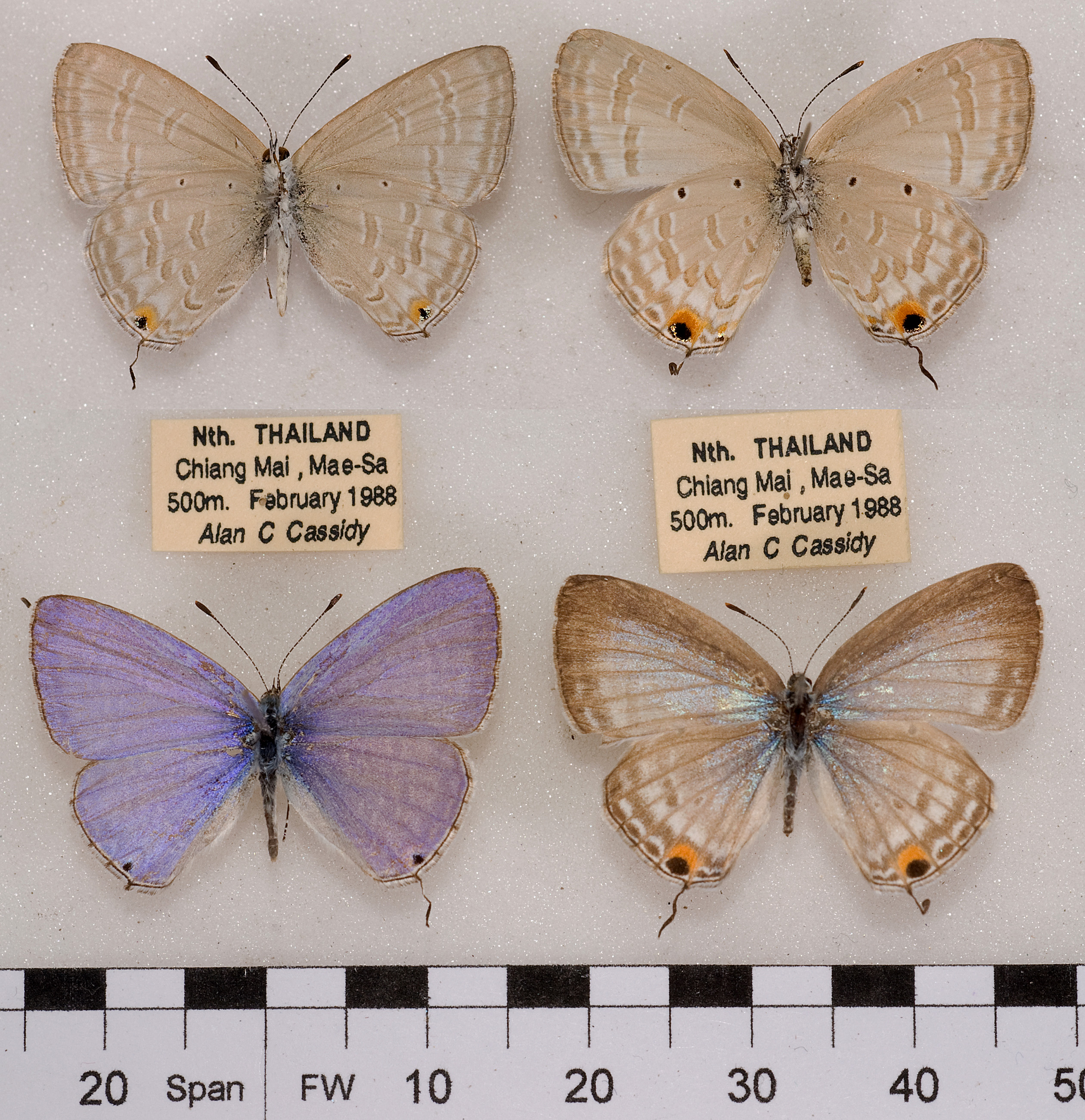
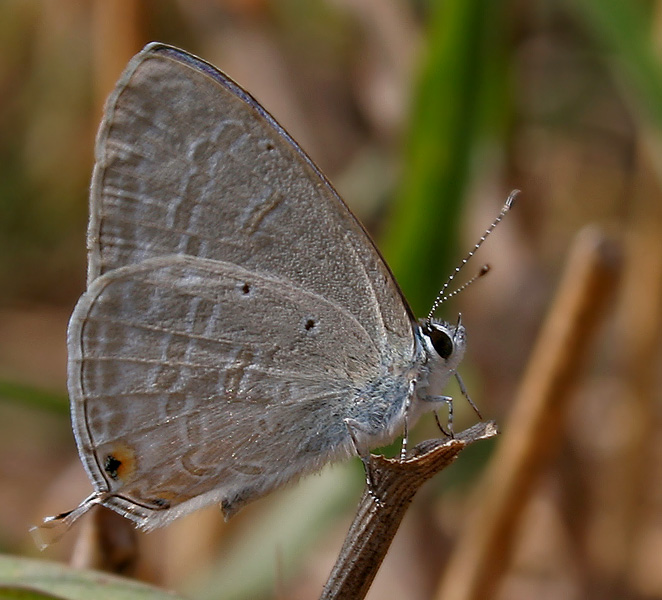
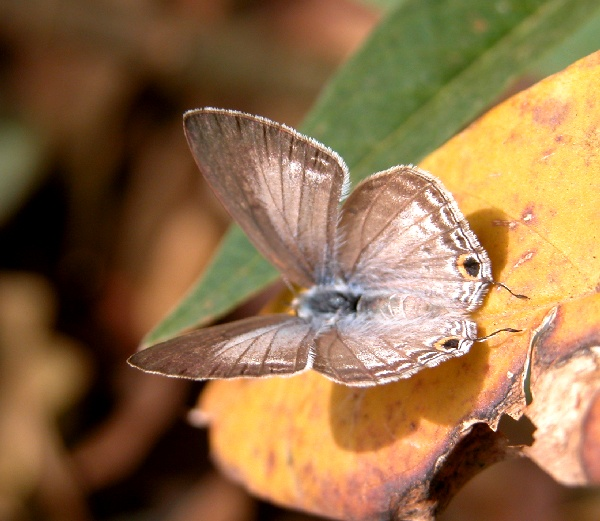
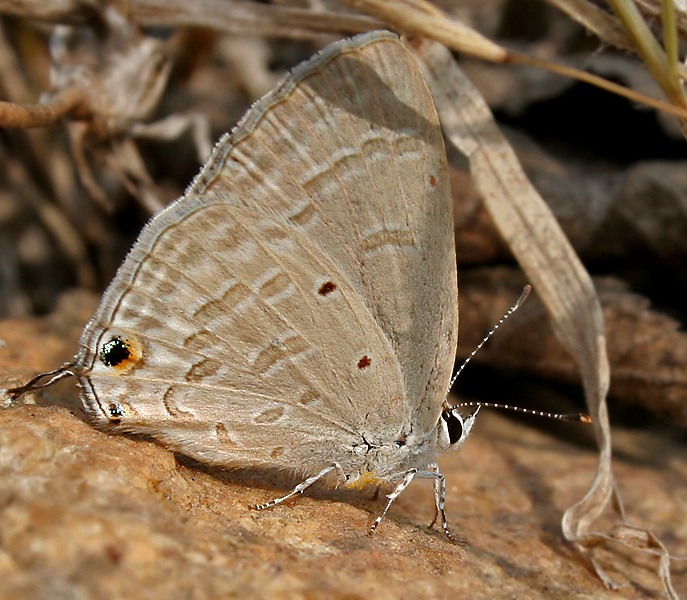